# One Live Night
One Live Night es el primer álbum en vivo en unplugged de la banda estadounidense de hard rock y heavy metal Dokken, publicado en 1995 por el sello CMC International. Su grabación se realizó el 13 de diciembre de 1994 en el recinto The Strand en Redondo Beach, Estados Unidos.
Tras la reunión de la banda en 1993 iniciaron una serie de conciertos en varias ciudades de los Estados Unidos, entre estas se realizó un concierto en semi-acústico, el que fue grabado en los formatos CD y DVD. Dentro del listado de canciones fueron versionados los temas «Nowhere Man» de The Beatles y «From the Beginning» de Emerson, Lake & Palmer.

## Lista de canciones
| N.º | Título                | Escritor(es)                 | Duración |  |
| 1.  | «Into the Fire»       | Dokken, Lynch, Pilson        | 5:22     |  |
| 2.  | «Unchain the Night»   | Dokken, Lynch, Pilson, Brown | 6:48     |  |
| 3.  | «The Maze»            | Dokken, Pilson               | 5:44     |  |
| 4.  | «Nothing Left to Say» | Dokken, Pilson               | 4:44     |  |
| 5.  | «From the Beginning»  | Greg Lake                    | 4:59     |  |
| 6.  | «Tooth and Nail»      | Lynch, Pilson, Brown         | 4:43     |  |
| 7.  | «Just Got Lucky»      | Lynch, Pilson                | 5:07     |  |
| 8.  | «I Will Remember»     | Lynch                        | 4:17     |  |
| 9.  | «Alone Again»         | Dokken, Pilson               | 7:20     |  |
| 10. | «In My Dreams»        | Dokken, Lynch, Pilson, Brown | 4:35     |  |
| 11. | «Nowhere Man»         | John Lennon, Paul McCartney  | 2:55     |  |
| 12. | «It's Not Love»       | Dokken, Lynch, Pilson, Brown | 5:27     |  |

## Músicos
- Don Dokken: voz, guitarra rítmica y slide
- George Lynch: guitarra líder
- Jeff Pilson: bajo, piano, guitarra rítmica y coros
- Mick Brown: batería y coros